# Ilyushin Il-1
O Ilyushin Il-1 (Cirílico Илью́шин Ил-1) foi um caça soviético desenvolvido durante a Segunda Guerra Mundial pela companhia Ilyushin. Foi projetado em 1943 para o papel de caça blindado, para ser usado a baixas e a médias altitudes contra os mais recentes caças alemães, mas na altura em que fez seu primeiro voo em 1944, os soviéticos já tinham alcançado a superioridade aérea e foi, portanto, desnecessário. Apenas um exemplar foi construído, mas a versão de ataque de dois lugares paralelos levou ao bem sucedido Ilyushin Il-10.

## Desenvolvimento
Em 1943, Sergey Illyushin começou a trabalhar num novo avião, o caça blindado Il-1, em ambas as versões de um e de dois assentos. O Il-1 era similar ao Ilyushin Il-2 mas mais moderno e compacto, e era alimentado por um novo motor, o AM-42. O Il-1 usava o mesmo método de escudo blindado para proteger o motor e o piloto que o Il-2, mas a protecção foi aumentada ao mover o radiador de óleo e o radiador do motor para trás da blindagem, arrefecido por condutas próximas à junção entre as asas e a fuselagem, cujo escape encontrava-se numa ranhura blindada na parte de baixo da fuselagem. O trem de aterragem era retráctil e moía as rodas para dentro as asas. Os dois canhões VYa-23 foram aproveitados do Il-2, sendo estes o seu único armamento dianteiro. Podia também levar 200 kg (440 lb) de bombas carregadas externamente e em sobrecarga. Um dispensador de 10 granadas era carregado na traseira para ser usado contra caças em perseguição.
O Il-1 fez o seu primeiro voo em 19 de Maio de 1944 e, demonstrando uma velocidade máxima de 580 km/h (360 mph) durante os testes na companhia, isto era bastante menos que caças soviéticos em serviço na força aérea nesse ano, perante isto Ilyushin decidiu não submeter a aeronave para os testes da Força Aérea Soviética.
Desde o início Ilyushin havia decidido tornar a versão de 2 lugares do Il-1 em um caça de ataque ao solo, sendo a sua designação mudada para Ilyushin Il-10 em Abril de 1944 visto que os números ímpares eram reservados para os caças puros. O primeiro Il-10 voo em 19 de Abril de 1944 e passou nos testes da força aérea no mês seguinte.

## Utilizadores
União Soviética
- Força aérea soviética